# Shahindere Bërlajolli
Shahindere Bërlajolli (ur. 7 sierpnia 1946 w Peciu, zm. 3 maja 2020 w Gostiwarze) - kosowska piosenkarka. Była autorką ok. 280 utworów, wiele z nich jest grane w Radiu Prisztina.

## Życiorys
Karierę muzyczną rozpoczęła w wieku 1957 roku na lokalnym festiwalu muzycznym w Peciu.

## Wybrana dyskografia[1][2]
- Bane zemren gur
- Baresha e dashuruar
- Bukuroshja e lalës
- Dashuria e humbur
- Ditë e diel
- Gajdexhiu
- Ju o yje e ju hyjnesha
- Kam një brengë e një kujtim
- Kush ma i pari bani
- Më shiqon me buzë në gaz
- Merak t'u bana i mjeri
- Miriban
- Morra përpjetë kalanë
- N'synin tënd qelë zambaku
- Në zabel të erdha
- Një ditë t'bukur dola n'bashqe
- Një lule në Gostivar
- O bylbyl me pika-pika
- Oh moj shamikuqe
- Potpuri popullore
- Pse je i idhnuem djal në mue
- S'pari t'pashë tu'i shku n'shkollë
- Unaza e gishtit
- Vaji i vashes

## Życie prywatne
Była córką Mustafy i Igballe Bërlajollich.